# Frankie Starlight
Pour plus de détails, voir Fiche technique et Distribution.
Frankie Starlight est un film franco-britannico-irlando-américain réalisé par Michael Lindsay-Hogg, sorti en 1995.

## Synopsis
Frank Bois est un écrivain de petite taille. Il décide de raconter l'histoire de sa mère française, Bernadette, qui, en 1943, en pleine Seconde Guerre mondiale, fuit son pays pour entrer illégalement en Irlande. Elle rencontre Jack Kelly, qui éduque Frank en lui faisant partager sa passion pour les étoiles, avant de tomber amoureuse d'un soldat américain, Teddy Klout, qui propose à Bernadette et son fils de partir avec lui aux États-Unis. 

## Fiche technique
- Titre : Frankie Starlight
- Réalisation : Michael Lindsay-Hogg
- Scénario : Ronan O'Leary et Chet Raymo, d'après son roman The Dork of Cork
- Photographie : Paul Laufer
- Montage : Ruth Foster
- Musique : Elmer Bernstein
- Producteur : Noel Pearson
- Société de distribution : Fine Line Features
- Pays de production :  États-Unis |  Royaume-Uni |  France |  Irlande
- Langue originale : anglais
- Format : couleurs
- Genre : drame et guerre
- Durée : 101 minutes
- Dates de sortie :
  - États-Unis : 22 novembre 1995
  - France : 24 avril 1996

## Distribution
- Anne Parillaud : Bernadette
- Matt Dillon : Teddy Klout
- Gabriel Byrne : Jack Kelly
- Corban Walker : Frank Bois
- Jean-Claude Frissung : Albert Bois
- Georgina Cates : Emma
- Dearbhla Molloy : Effa Kelly